# Wolfdietrich von Kloeden
Wolfdietrich von Kloeden (* 2. Mai 1932 in Wernigerode; † 2. September 2024 in Detmold) war ein evangelischer Theologe und Philosoph.

## Leben
Wolfdietrich von Kloeden entstammte dem altmärkischen Uradelsgeschlecht von Kloeden. Er war der erste Sohn des preußischen Hauptmanns Wilhelm von Kloeden (1888–1945, gestorben in sowjetischer Gefangenschaft) und dessen Ehefrau Elisabeth, geborene von Barfus. Von 1948 bis zum Abitur 1950 besuchte er die Landesschule Pforta in Schulpforte. Es folgte ein elfsemestriges Studium der Evangelischen Theologie an der Humboldt-Universität Berlin. Nach dem ersten theologischen Examen gab er Religionsunterricht an Berliner Oberschulen. Im Sommersemester 1956 studierte er Psychologie an der Freien Universität Berlin. Am Ende seines Theologiestudiums und über das Studium hinaus besuchte er das religionsphilosophische Seminar von Liselotte Richter. Hier wurde sein Interesse an den Werken Sören Kierkegaards geweckt. Nach einem Aufenthalt in Schweden 1957/58 studierte er von 1958 bis 1960 in Göttingen. Am 1. August 1960 trat er in den Dienst der Braunschweigischen evangelisch-lutherischen Landeskirche. Nach dem zweiten theologischen Examen und der Ordination wurde er als Hilfsprediger an der St.-Pauli-Kirche in Braunschweig eingesetzt. Im Mai 1963 wurde er Pfarrer in Süpplingen im Kreis Helmstedt. Mit einer Arbeit über Kierkegaard promovierte er 1966 bei Wolfgang Trillhaas in Göttingen zum Dr. theol. Ab 1978 war er Professor für Theologie und Sozialphilosophie an der Evangelischen Fachhochschule Rheinland-Westfalen-Lippe in Bochum.
Er war Mitglied der Kierkegaard-Akademie und Member of Board des International Kierkegaard Commentary. Seine Tochter ist die Theologin und Pfarrerin Gesine von Kloeden.

## Schriften
- Leiden und Gemeinde. Sören Kierkegaards Begriff „Leiden“ als Ausdruck der Entscheidung für eine Gemeinde der Einzelnen unter Berücksichtigung pietistischer Einflüsse. Göttingen 1966
- Kierkegaard und Sokrates. Sören Kierkegaards Sokratesrezeption. Bochum 1991, ISBN 3-926013-15-X
- Das Kierkegaard-Bild Karl Barths in seinen Briefen der „Zwanziger Jahre“. Streiflichter aus der Karl-Barth-Gesamtausgabe. In: Kierkegaardiana 12 (1982) 93–102.
- (Mit Hanna-Barbara Gerl-Falkovitz): Edith Stein: Helden ohne Degen. Berlin 2009, ISBN 3-937233-52-0.
- Wolfdietrich von Kloeden verfasste über 80 Artikel im Biographisch-Bibliographischen Kirchenlexikon (BBKL)